# カルヴァリオへの道で倒れるキリスト
『カルヴァリオへの道で倒れるキリスト』（カルヴァリオへのみちでたおれるキリスト、英: Christ Falling on the Way to Calvary、または、『シチリアの苦悶』（シチリアのくもん、伊: Lo Spasimo di Sicilia）は、イタリアの盛期ルネサンスの巨匠、ラファエロが1514–16年ごろに制作した絵画。前景にある石の上に「RAPHAEL URBINAS」と署名されている。曲がりくねった画面構成はこの時期のラファエロの特色であり、劇的な光と闇を生み出す烈しい照明効果は晩年のラファエロの発展段階を予告する。作品は現在、マドリードのプラド美術館に所蔵されている。

## 作品
「十字架を担うキリスト」の主題は普通、イタリア美術では祭壇画の裾絵 (プレデッラ)に描かれていた。裾絵では構図の枠は不可避的に水平方向を持つことになるが、祭壇画にするための必要から、ラファエロは本作の構図を垂直に組み立てた。
主題の中心は2つあり、1つは重い十字架の下でよろめいているイエス・キリストの苦痛である。もう1つは聖母マリアの絶望で、彼女は苦痛の痙攣 (イタリア語で「Lo Spasimo」) に苦しんでいる。聖母の「痙攣」の概念と、この概念への献身は、16世紀初頭のカトリックの教義において多少物議を醸したにせよ流行の主題であった。しかし、本作では聖母は地面に跪いているだけで、しばしば描かれていたように倒れたり気絶したりはしていない。
キリストは画面の外側へ歩み出ようとして、休んでいるかのように描かれている。1857年のプラド美術館の目録には、転倒したキリストは、「わたしのために泣くのをやめなさい。むしろ、自分と自分の子供たちのために泣きなさい」という言葉を聖女たちに残し、やがて訪れるエルサレムの滅亡を予言したと記載されている。
キリストが今から通る道筋は、画面の後方へと折れ曲がって、彼方の丘まで続き、その丘の中央にはすでに2本の十字架が立てられている。背景は、遠くにいる人々と十字架が描かれた舞台背景に似ている。前景の人物たちはキリストの周囲を取り囲んでおり、感情はすべて前景に濃密に凝縮されている。
キレネのシモン (または、アリマタヤのヨセフ) はキリストの十字架を一瞬持ち上げて、監視者を厳しく見つめている。右側には4人のマリアが描かれており、構図の両側に聳えているのが監視者である。左側の荒々しい鞭を手にした兵士と槍兵がキリストを突き、右側にいるわが子を見つめる聖母の嘆きと鋭い対立をなしている。本作に見られる激しい身振りや動感はバロック絵画の先駆とも解釈することができ、マルティン・ショーンガウアー、アルブレヒト・デューラー、ルーカス・ファン・レイデンなど北方の版画との類似点が指摘されている。
本作の何人かの人物は、ヴァチカン宮殿のラファエロの間にあるラファエロのフレスコ画に登場する人物と類似している。キレネのシモン (またはアリマタヤのヨセフ) は『アテナイの学堂』のアリストテレスを応用している。手前の左側の男性は逆向きであるが、『ソロモンの審判』に登場する人物に類似している。また、右側の跪いている女は、『神殿から追放されるヘリオドロス』の人物の左右逆向きの姿となっている。
主に補助材の変更により、絵画の現状はあまり良くない。しかし、2012年の洗浄と修復以降、作品の質はより明らかになっている。過去に、本作はラファエロの手による作品としての地位に異議が唱えられていたが、今では単に下絵だけでなく、大部分がラファエロ自身によって描かれたものとして一般に受け入れられている。しかし助手の手が入っているという見方はいまだ存在している。

## 歴史
板絵は、シチリアのパレルモにあったサンタ・マリア・デッロ・スパシモ修道院から依頼された。 1517年ごろにローマで描かれ、海上へと出荷されたが、船は非常な暴風雨に出会い、ついに沈没してしまった。それにもかかわらず、絵画は奇跡的に助かり、その逸話は『画家・彫刻家・建築家列伝』の著者ヴァザーリによって語られている。
・・・作品が海路でパレルモに運ばれていたとき、大暴風雨が船を岩に衝突させ、船は粉々に砕かれ、乗組員もすべての荷も失われたが、この絵画だけが海に流され、ジェノヴァにたどり着いた。ここで岸に引き寄せられると、作品は損傷されていなかったために神聖なものであると見なされ、大事にされた。猛り狂った風と波さえ、そのような作品の美しさを尊重したのである。
この知らせは海外に広まり、シチリアの僧侶たちは特別に霊験あらたかなものとされたこの奇跡的な絵画を取り戻そうとしたが、取り戻すためには教皇の執り成しを求めなければならなかった。作品は無事にシチリア島に運ばれ、パレルモに置かれて、大変な名声を得るにいたった。

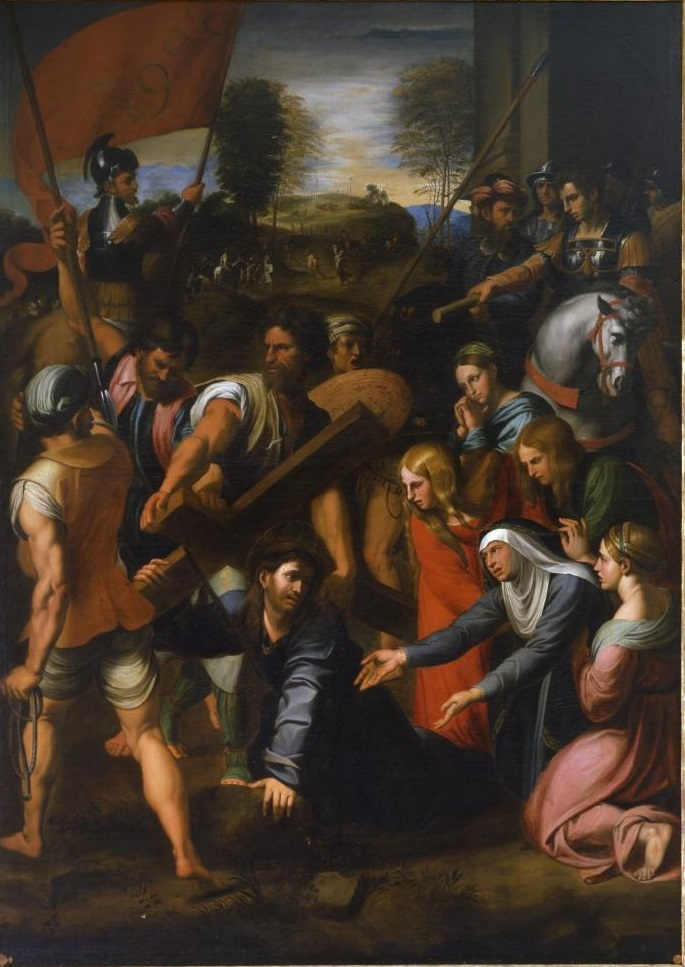
フアン・カレーニョによる複製

1661年、本作は、マドリードの王立アルカサル礼拝堂の主祭壇画に配置することを望んでいたフェリペ4世のために、スペインの副王フェランド・デ・フォンセカによって取得された。その後、1813年から1822年までパリにとどまることになったが、それはナポレオンが自身の戦争中に戦利品として略奪した絵画のうちの1点であったからである。パリで絵画はカンヴァスに移されたが、それは当時のフランスでよく採用されていた慣習であった。パリに置かれた後、絵画は（多くの作品とは異なり）返還され、最終的にスペインの王室コレクションに再統合されて、後にプラド美術館に移された。
おそらく王室の依頼によって、1674年にフアン・カレーニョ・デ・ミランダは本作の素晴らしい複製を制作し、マドリードの洗足カルメル会のサンタ・アナ修道院の主祭壇で公開された。カレーニョは自身のはるかに緩く、柔和な様式を放棄して、原画の色彩、要素、緻密な描画に忠実に従っている。この複製はマドリードの王立サン・フェルナンド美術アカデミーに所蔵され、展示されている。